# Panemeria
Panemeria is een geslacht van nachtvlinders uit de familie Noctuidae. Een bekende soort is de dwerghuismoeder (Panemeria tenebrata).

## Soorten
- P. jocosa Zeller, 1847
- P. tenebrata

Dwerghuismoeder (Scopoli, 1763)
- P. tenebromorpha Rakosy, Hentscholek & Huber, 1996